# The School Nurse Files
The School Nurse Files (koreanischer Originaltitel: 보건교사 안은영; RR: Bogeongyosa Aneunyeong) ist eine südkoreanische Serie, basierend auf dem gleichnamigen Roman von Chung Serang, die zusammen mit Lee Kyoung-mi, welche auch Regie führte, die Drehbücher für die Serie schrieb. Die Serie wurde am 25. September 2020 weltweit auf Netflix veröffentlicht.

## Handlung
Die Schulkrankenschwester Ahn Eun-young besitzt übersinnliche Fähigkeiten und kann durch diese die übernatürlichen Kreaturen mit dem Namen Gelees sehen, welche nur für sie sichtbar sind. Bei den Gelees handelt es sich um gierklumpenartige Wesen, die von Hong In-pyo versehentlich befreit werden, als er im Schulkeller das Siegel öffnet, hinter dem die Gelees gefangen waren. Schon sehr bald stellt Ahn Eun-young fest, dass es an der Schule zu mysteriösen Ereignissen kommt, und begibt sich in den Kampf gegen die Gelees, um die Schule und ihre Schüler zu beschützen.
Unterstützung erhält Ahn Eun-young von Hong In-pyo der nicht nur Chinesischlehrer ist, sondern auch der Enkel des Schulgründers, und damit eine besondere Interesse am Schutz der Schule hat. Ahn Eun-young entdeckt, dass Hong In-pyo über Kräfte verfügt, die ihre Fähigkeiten verbessern und sie beschützten. Und so kämpfen die neue Schulkrankenschwester und der Mann, welcher sowohl Ursache als auch die potentielle Lösung für die Probleme ist, fortan Seite an Seite. Doch zwischen Ahn Eun-young, die bisher einen einsamen Kampf gegen die schleimige Welt der Gelees geführt hat, und dem vom Natur aus neugierigen Hong In-pyo entwickelt sich eine humorvolle Spannung. Wird es dem durch die Umstände zusammengeworfen ungleichen Paar gelingen, ein einheitliches und effizientes Team zu werden, um im Kampf gegen die Gelees zu bestehen?

## Besetzung und Synchronisation
Die deutschsprachige Synchronisation entstand nach den Dialogbüchern sowie unter der Dialogregie von Tanja Schmitz durch die Synchronfirma VSI Synchron in Berlin.

### Hauptdarsteller
| Rolle         | Schauspieler | Synchronsprecher |
| ------------- | ------------ | ---------------- |
| Ahn Eun-young | Jeong Yu-mi  | Victoria Frenz   |
| Hong In-pyo   | Nam Joo-hyuk | Dirk Petrick     |

### Nebendarsteller
| Rolle         | Schauspieler   | Synchronsprecher     |
| ------------- | -------------- | -------------------- |
| Sung A-ra     | Park Hae-eun   | Helen Malin Blaschke |
| Oh Seung-gwon | Hyeon Woo-seok | Sebastian Kluckert   |
| Lee Ji-hyeong | Kwon Ji-woo    | Philip Süß           |
| Heo Wan-su    | Shim Dal-gi    | Marie Hinze          |
| Kang Min-u    | Lee Suk-hyeong | Jeremias Koschorz    |
| Jang Radi     | Park Se-jin    | Derya Flechtner      |
| Han A-reum    | Lee Joo-young  | Tanja Schmitz        |
| Baek Hye-min  | Song Hee-jun   | Yamuna Kemmerling    |
| McKenzie      | Yoo Teo        | Max Felder           |
| Hwa-su        | Moon So-ri     | Daniela Hoffmann     |
| Oktopus       | Joo Yeon-woo   | Patrick Baehr        |
| Schuldirektor | Kim Ki-cheon   | Gerald Schaale       |

### Episodendarsteller
| Rolle        | Schauspieler    | Synchronsprecher |
| ------------ | --------------- | ---------------- |
| Kim Yu-jin   | Na Kyung-jin    | Luisa Casper     |
| Kim Kang-sun | Choi Joon-young | Roman Wolko      |

## Episodenliste
| Nr.                                                                            | Deutscher Titel | Originaltitel | Regie         | Drehbuch                     |
| ------------------------------------------------------------------------------ | --------------- | ------------- | ------------- | ---------------------------- |
| 1                                                                              | Folge 1         | 1화           | Lee Kyoung-mi | Chung Serang & Lee Kyoung-mi |
| 2                                                                              | Folge 2         | 2화           | Lee Kyoung-mi | Chung Serang & Lee Kyoung-mi |
| 3                                                                              | Folge 3         | 3화           | Lee Kyoung-mi | Chung Serang & Lee Kyoung-mi |
| 4                                                                              | Folge 4         | 4화           | Lee Kyoung-mi | Chung Serang & Lee Kyoung-mi |
| 5                                                                              | Folge 5         | 5화           | Lee Kyoung-mi | Chung Serang & Lee Kyoung-mi |
| 6                                                                              | Folge 6         | 6화           | Lee Kyoung-mi | Chung Serang & Lee Kyoung-mi |
| Am 25. September 2020 wurden alle Folgen der Serie bei Netflix veröffentlicht. |                 |               |               |                              |